# Кровиця-Заводня
Кровиця-Заводня (пол. Krowica Zawodnia) — село в Польщі, у гміні Щитники Каліського повіту Великопольського воєводства.
Населення — 785 осіб (2011).
У 1975-1998 роках село належало до Каліського воєводства.

## Демографія
Демографічна структура станом на 31 березня 2011 року:
|          | Загалом | Допрацездатний вік | Працездатний вік | Постпрацездатний вік |
| -------- | ------- | ------------------ | ---------------- | -------------------- |
| Чоловіки | 398     | 93                 | 274              | 31                   |
| Жінки    | 387     | 62                 | 247              | 78                   |
| Разом    | 785     | 155                | 521              | 109                  |